# HOY國際財經台
HOY國際財經台（英語：HOY International Business Channel，簡稱HOY IBC），前稱「奇妙電視英文台」、「香港國際財經台」，是有線寬頻開電視旗下頻道，香港免費電視數碼頻道編號為76，2018年7月30日啟播，2023年11月1日易名為「HOY國際財經台」。
本頻道的主要競爭對手為無綫電視旗下的明珠台、TVB Plus及香港電視娛樂旗下的ViuTVsix。

## 頻道名稱

HOY国际财经台台徽（2023年11月1日至今）

本頻道啟播前，頻道畫面及電子節目表顯示頻道名稱為奇妙電視英文台（Fantastic TV English Channel），直至2018年7月10日起更改。
根據香港有線電視企業宣傳網站顯示，香港國際財經台於2018年7月30日啟播。
该频道于2023年11月1日起与奇妙电视的其他频道统一品牌，并将频道名称修改为HOY国际财经台。

## 歷史

### 技術測試
該頻道及奇妙電視中文台於2016年7月22日開始，間中以直播節目作不定期信號測試，其餘長時間則顯示「快將啟播」的彩色圖像。2017年5月14日奇妙電視中文台正式啟播，但奇妙電視英文台則仍停留在試播階段。

### 開台準備
2018年3月3日，有線寬頻主席邱達昌首次透露奇妙電視英文台節目內容，指將會以英語和普通話雙語廣播，並會集中製作財經節目。有線寬頻營運總裁梁淑儀接受《信報》訪問時說，該台內容屬自行製作，主打新聞、財經及大灣區的生活資訊。
4月下旬，奇妙電視以出現難以確定的情況以及人事變動，雖已採取行動但籌備工作過程仍有困難為由，向通訊事務管理局申請將該台啟播期限延遲2個月，至2018年7月30日。
5月7日，通訊局指考慮奇妙電視特殊情況及經營環境後決定作彈性處理，准許延長期限至7月30日，但聲明此次「破例」將不能視作先例，及不會獲再度延期。同時，有線電視新聞部積極挖角，對象包括前亞洲電視英文新聞部及《南華早報》員工。
7月5日，「香港國際財經台」啟動禮在香港JW萬豪酒店舉行。7月10日，該台畫面提升為高清畫質，測試畫面亦同時更改為「香港國際財經台」的樣式。
7月26日，香港有線電視預留第2和5頻道作播放本頻道之用，其中第2頻道為高清頻道，而第5頻道為標清頻道。7月30日凌晨三時起，香港國際財經台滾筒播放啟動禮片段至當日早上6時。

### 正式啟播
香港國際財經台於2018年7月30日早上6時正式啟播，首個節目為《Bloomberg Daybreak: Australia》。

### 大氣電波廣播
2022年4月1日早上6點，香港國際財經台正式使用無線電頻譜作為新增的傳送模式，大氣啟播後首個電視節目為《Bloomberg 時段》。

### 頻道更改
2022年11月14日早上6點，香港國際財經台於香港有線電視平台播映的高清版本編號由2改為3，標清版本編號由5改為7，公共天線、大氣電波數碼訊號（76）則維持不變。

## 節目

### 綜藝及資訊節目
本頻道逢週末播放綜藝及資訊節目。此外，本頻道亦於星期日上午11:00-12:00轉播中國環球電視網紀錄頻道的紀錄片。

### 新聞及財經
HOY國際財經台於每天晚上播放 
有線新聞（Cable News）。此外，本頻道亦於每天早上7時至9時轉播中國環球電視網節目。本頻道亦在每日指定時段轉播彭博電視節目。

### 文化藝術、特定對象節目
本台在週末部分時間播放上述節目，以符合通訊局對相關節目時數的規定。

### 香港電台節目
HOY國際財經台曾於逢星期六晚上9時至10時、星期日凌晨12時至12時30分（星期日晚上6時30分至8時及星期一凌晨12時至1時30分重播）及於平日公眾假期上午10:00-11:00播放香港電台製作的英語節目，但已經全數停播。

### 動畫
HOY國際財經台每天會播放若干時數的動畫，以符合通訊局對兒童節目時數的規限。該台播放的動畫絕大多數為歐美動畫。

### 體育
本頻道除了播放固定體育節目《體育360》外，亦間中播放的歐洲國家聯賽或歐洲國家盃資格賽精華，包括東南亞職業籃球聯賽、香港國際七人欖球賽等。
2018年8月18日至9月2日，本台直播其2018年亞洲運動會開幕式、2018年亞洲運動會閉幕典禮及每日賽事精華。
2021年7月23日至8月8日，因港府購入2020年東京奧運播映權再轉播授權予三間商營電視台，香港國際財經台首次直播奧運會，除了晚上10時至11時、凌晨3時30分至6時、指定節目（文化藝術、特定對象、兒童節目）和新聞節目外，全部節目暫停改為播放奧運節目。
2023年9月23日至10月8日，本台部分時間直播杭州亞運足球賽事。

### 電影
HOY國際財經台會於逢星期日晚上9時播放電影。

## 台徽及天氣時間資訊列
與同屬奇妙電視的HOY TV、HOY資訊台不同，香港國際財經台的台徽在左上方顯示，但轉播中國環球電視網期間會改為在右方偏下顯示，而轉播彭博電視期間會在頭條標題左邊（中間偏右）顯示，而轉播部分體育賽事期間會改為右方顯示。此外，當重大災難性事件發生或重要人物逝世後，台徽會暫時灰階化且稍為縮小作哀悼，包括2022年11月30日晚上至12月7日凌晨（哀悼江澤民逝世）。從2023年5月起，播映其它節目時會改為右方顯示（新聞財經資訊節目時除外）。從2023年11月1日起，頻道改稱HOY國際財經台後，播映新聞財經資訊節目時台徽亦統一改為在右上方，以「HOY 76」顯示。
日間普通話財經時段在上方顯示有線財經資訊台的天氣及時間資訊列，第一行顯示恆生指數、歐美主要指數、匯率，第二行顯示天氣、溫度、濕度和時間。同時亦顯示該台的三行新聞跑馬燈，第一行顯示財經新聞，第二及第三行顯示股票報價。
新聞時段在上方顯示有線新聞台2016年至2019年的天氣及時間資訊列（恆生指數、歐美主要指數（逢交易日）金、銀、銅價、天氣、溫度、濕度和時間），不過和有線新聞台的天氣及時間資訊列有一點點區別，就是顯示恆生指數、歐美主要指數、金價、銀價或銅價這些股市全部以英文顯示其名稱，而且顯示天氣和時間的字體和有線新聞台所顯示的也略有不同，是有線新聞台標清版天氣及時間資訊列16:9比例的重製版。2023年11月1日起，新聞時段的天氣和時間的字體改為HOY資訊台的舊款財經節目款式。

## 外部連結
- 官方網站 - HOY國際財經台 （页面存档备份，存于）
- HOY國際財經台節目表 （页面存档备份，存于）
- HOYIBCHOY香港國際財經台的YouTube頻道 （页面存档备份，存于）
- HOY國際財經台的Facebook專頁
- HOY國際財經台的Instagram帳戶